# TF1
TF1 és un canal generalista privat de televisió francès, que emet a França (tot i que també es pot veure a Bèlgica, Suïssa, Luxemburg, Andorra, Catalunya, País Basc i nord d'Espanya). És el canal amb més audiència del seu país.
Fundada el 1935, és la cadena de televisió més antiga de França. Va ser una cadena pública des de la seva fundació fins a l'any 1987, quan el govern del primer ministre Jacques Chirac va decidir privatitzar-la. La cadena pertany al grup Groupe TF1, amb capital majoritari del grup Bouygues.

## Història

### Inicis (1935-1949)
El primer canal de televisió francès va néixer el 13 de febrer de 1935, emetent des d'un estudi de ràdio a París. Abans, el 14 d'abril del 1931, a l'amfiteatre de l'Escola Superior d'Electricitat de Malakoff, es va fer una demostració pública del funcionament de la televisió i, a partir del mes de desembre del 1931, les emissions experimentals de la Radiovision-Paris Télévision van començar, mantenint-se fins al 26 d'abril del 1935, quan la Radiovision-PTT va començar les seves emissions oficialment.Mesos més tard, al novembre del 1935, es realitzarien noves proves d'emissions i no va ser fins al 4 de febrer de 1937 quan van començar les emissions regulars del canal.
El 14 de juliol del 1937, la Radiovision-PTT va ser substituïda per la Radiodiffusion Nationale Télévision, que va emetre la seva primera carta d'ajust el 18 de setembre del 1937, sota el nom de Télévision Française (depenent de l'òrgan Radiodiffusion Nationale). El 16 d'abril del 1939, la cadena va passar a emetre cada dia sota el nom de Paris Télévision, donat que només emetia a la regió parisenca. El 3 de setembre del 1939, amb l'esclat de la Segona Guerra Mundial, les emissions del canal van cessar, reprenent-se el 16 d'octubre del mateix any, amb una emissió semiclandestina de manteniment de mitja hora diària (de 20:00 h a 20:30 h) per, finalment, detindre's l'11 juny del 1940, quan l'exèrcit francés va sabotejar-ne l'emissor.
Les emissions televisives no tornarien fins a l'any 1942, quan es crea la Fernsehsender Paris (TV París) entre una companyia francesa i el grup alemany Telefunken. Aquest canal va començar a emetre el 7 de maig de 1943 i estava destinat per als alemanys residents a París, dins de la invasió alemanya durant la Guerra. Aquest canal deixa d'emetre el 16 d'agost de 1944.
L'1 d'octubre de 1944 van retornar les emissions de la Télévision Française en VHF en forma de proves des dels estudis de l'anterior Fernsehsender Paris, que van ser ocupats per l'exèrcit americà fins al 1945. El 23 de març de 1945, la cadena va passar a dependre de la nova Radiodiffusion Française (RDF) i, a partir del 1947, va començar una programació regular de 12 hores per setmana. A més, mostrà altres avenços com el seu primer butlletí meteorològic o el començament de retransmissions en directe com l'arribada del Tour de França de 1948. Aquest mateix any la televisió francesa va passar a un estàndard de 819 línies VHF durant alguns programes, i més tard en la majoria de la programació.

### Com a RTF i ORTF (1949-1974)
El 9 de febrer del 1949, la televisió francesa passa a estar controlada per la Radiodiffusion-Télévision Française (RTF), ens que substitueix la RDF. Entre el 17 d'abril del 1949 i el 17 de juliol del 1952, la RTF va emetre dos programes diferents amb dues programacions distintes des de l'emissor de la Torre Eiffel: un programa en 819 línies, que emetia la programació regional de Lilla a partir del 1950 i una capçalera amb una imatge fixa de la Torre Eiffel, i un altre en 441 línies, que només s'emetia a Paris, amb la carta d'ajust de La Minerva i l'indicatiu Télévision Française ambientat pel Carnaval Romà de Hector Berlioz. La programació separada dels dos programes es va mantindre fins al 1952, però el canal en 441 línies, heretat de la Fernsehsender Paris, es va mantindre fins al 2 de gener del 1956, tot i que ja amb la mateixa programació que la que s'emetia en 819 línies.
El 29 de juny del 1949 comencen els informatius, i un any mes més tard, el Govern començaria a aplicar un cànon sobre cada televisió. Successivament la televisió francesa va començar a oferir serials televisats, retransmissions en directe amb major freqüència com les misses o la marxa militar en commemoració de la Presa de la Bastilla, uns informatius regulars i la primera obra de teatre retransmesa per televisió en directe. El juliol de 1952 es produiria un altre fet destacable, quan la RTF i la BBC realitzen la primera emissió internacional de televisió, que va servir per retransmissions esportives i altres esdeveniments com la coronació d'Elisabet II del Regne Unit.
El Govern francès realitzaria una campanya important per millorar la cobertura i implantació de la televisió al país a principis dels anys cinquanta. Durant aquesta dècada es va consolidar l'informatiu televisat (a les 8 del vespre) afegint altres elements com la cobertura de les eleccions legislatives, i es va acabar amb les 441 línies de VHF l'any 1956.
A partir de maig de 1959, la RTF va realitzar diverses proves per a tractar d'emetre un segon canal al canal en 819 línies de VHF des de l'emissor de la Torre Eiffel per tal que els dos canals francesos es pogueren captar amb la mateixa antena. Malgrat això, les emissions foren un fracàs, ja que la recepció estava molt fortament interferida en ambdues freqüències i, per tant, es va abandonar aquest procediment, i el segon canal va començar regularment les emissions al 1963 a la banda de l'UHF.
A partir del 1961, durant un temps, es varen dur a terme transmissions de prova en 625 línies en color utilitzant el sistema francés SECAM a la xarxa VHF del canal en 819 línies. Aquestes emissions es van realitzar en forma de prova a partir del desembre del 1961 i, de manera regular, cada dimarts i dijous de 10:00 h a 12:00 h del matí, a partir del mes de maig del 1963 El 13 de setembre del 1963, al saló internacional de la ràdio i de la televisió de París, es va dur a terme la primera transmissió de llarga distància de televisió en color, entre París i Marsella. Tot i que es va decidir abandonar el procediment, a l'època de l'ORTF, fins a la inauguració del color a l'ORTF 2, l'1 d'octubre del 1967, se seguia realitzant en algunes ocasions, tractant de convertir directament el canal en 819 línies en un de 625 línies.
Després de l'aparició del segon canal de televisió el 21 de desembre de 1963, es va decidir reanomenar el canal com La Première Chaîne, per atreure els espectadors que volien veure el segon canal al nou sistema UHF, i es van modificar els estatuts del grup que va passar a anomenar Office de Radiodiffusion-Télévision Française (ORTF), amb un caràcter autònom respecte a l'Estat i similars als de la BBC. L'arribada de la publicitat al primer canal no es va produir fins a l'1 d'octubre de 1968. Anys més tard l'ORTF va arribar a modificar els seus estatuts que donaven independència entre els dos canals i limitava el recurs a la publicitat al 25 %.

### La TF1 pública (1974 a 1987)
El 8 de juliol de 1974 neix la Société nationale de télévision Française 1 (abreujat, TF1), dins de la divisió de l'ORTF en 7 organismes i 3 canals de televisió (TF1, Antenne 2 i FR3), i que es faria activa el 5 de gener de 1975. Al començament de 1976, la TF1 començaria a emetre en color de forma indefinida per UHF en 625 línies, cosa que ja portaven fent els altres dos canals públics des de feia anys.
Després d'una caiguda d'audiències per sota d'Antenne 2 el 1983, es canvia la direcció de la cadena i es replanteja la programació, que inclouria un nou informatiu, debats i programes de comèdia i entreteniment francesos de producció pròpia. No obstant això, la primera en termes d'audiència seguia sent Antenne 2.

### Privatització de la TF1 (des 1987)
El juny de 1986 Jacques Chirac, nou primer ministre, proposa la privatització d'un dels tres canals públics de televisió. Després de remenar FR3, que es va descartar per la seva estructura regional, i Antenne 2, descartada per ser la cadena amb més audiència, es va optar per privatitzar TF1. La Comissió Audiovisual va iniciar el setembre de 1986 el procés de presentació de candidatures per a la gestió del canal, participant els següents grups: Fininvest de Silvio Berlusconi, BTP Bouygues de Francis Bouygues, el grup Filipacchi, el magnat de la premsa Robert Hersant, el grup Hachette, l'home de negocis Bernard Tapie i el magnat de la premsa Robert Maxwell.
Després de descartar candidats com Berlusconi i Hersant (aliats amb la cadena La Cinq) o la retirada de Filipacchi, l'abril de 1987 quedaven en la licitació pel canal el grup Hachette, amb Jean-Luc Lagardère al capdavant, i un consorci encapçalat pel grup Bouygues i al qual es van sumar altres candidats com Bernard Tapie i el suport de grups com Credit Lyonnais. Després de la retirada de Hachette al febrer, el 6 d'abril de 1987 es va autoritzar a Bouygues la compra del 50% de les accions, mentre que un altre 40% seria posat a oferta pública de venda en borsa a juliol del mateix any i el 10% restant de les accions eren destinades per a treballadors de la cadena, a un preu per acció una mica menor que a oferta pública.
El primer president de la privatitzada TF1 va ser Francis Bouygues, mentre que Patrick Le Lay va ser el seu vicepresident. La cadena va haver d'enfrontar a diversos problemes només per ser privatitzada, com la marxa dels seus principals presentadors i periodistes a altres cadenes (principalment, a La Cinq) o els salaris de la plantilla, però va presentar un pla ambiciós per intentar garantir la seva rendibilitat. El 1988 Bouygues confia la presidència a Patrick Le Lay i es comença un pla de nous programes i sèries amb la intenció de recuperar l'audiència del canal. A més la cadena comença a canviar la seva imatge corporativa el juliol de 1989 per fer-se completament oficial el 6 de gener de 1990, adoptant el seu logo oficial: un rectangle amb les lletres «TF1» i els 3 colors de la bandera francesa per reafirmar-se com la «Televisió Francesa».
Des de 1991 és la cadena amb més audiència de França, aconseguint el seu objectiu principal de recuperar aquesta posició, emetent programes amb un enfocament bastant comercial com sèries i programes de producció pròpia, algunes sèries estrangeres normalment procedents dels Estats Units, i drets esportius com campionats de futbol. La concessió de difusió de Télévision Française 1 SA com a primera cadena de televisió ha estat renovada diverses vegades per part del Comitè Audiovisual Francès cada 5 anys, mantenint el capital de la cadena.
TF1 va aconseguir una concessió de televisió digital terrestre el 2003 i a través d'aquest sistema va començar a emetre diversos dels seus programes en 16:9, a més d'iniciar altres serveis com la «versió multillengua» que permet seguir través del descodificador alguns programes en versió doblada o versió original subtitulada. La cadena va confirmar que intentaria retransmetre tota la seva programació en 16:9 durant la temporada 2008-2009 amb l'arribada de la televisió d'alta definició.

## Programació
- Cinema: TF1 emet tant pel·lícules de productora com realitzades per la producció pròpia, principalment sagues.
- Concursos: TF1 té els drets sobre les versions franceses de concursos com Quién quiere ser milionario?, La ruleta de la suerte, Family Feud, Deal or no deal o 1 contra 100 entre d'altres.
- Esport: Té els drets de la Lliga de Campions, la Fórmula 1 i va emetre esdeveniments com partits del Mundial FIFA 2006 o la Copa del Món de Rugbi del 2008.
- Programes informatius: Els seus noticiaris són els més vistos a França. Hi ha 3 edicions: a les 13, les 20 (informatiu estrella) i un de matinada. A més dels informatius, TF1 realitza diversos programes de debat i ha estat el creador de la fórmula del programa Tengo una pregunta para usted.
- Reality shows: Encara que TF1 no va ser la primera cadena a emetre realities (cosa que correspon a M6), la cadena n'ha emès diversos durant la seva història. El més popular és la versió francesa d'Operación Triunfo, anomenadaStar Academy.
- Sèries franceses: Principalment destaquen les telenovel·les de producció pròpia emeses després de l'informatiu de les 13 i sèries de caràcter policial.
- Sèries nord-americanes: Té els drets de sèries com House, Anatomia de Grey, Herois, 24, CSI, Las Vegas, Ugly Betty, o Lost, entre d'altres.

## Crítiques
A TF1 se li han realitzat diverses crítiques al llarg de la seva història. La principal per part d'alguns televidents és que la condició de cadena amb més audiència se l'ha guanyat en la seva majoria amb programes de producció pròpia que poguessin fomentar una televisió amb un caràcter menys cultural que el dels seus competidores, a més d'haver estat una de les primeres cadenes franceses a introduir reality shows a la seva programació. També retira diversos dels seus programes si no compleixen les expectatives de la cadena.
En temes informatius, TF1 ha estat criticada per mantenir, segons els seus detractors, una posició més favorable a polítics concrets. Concretament se l'ha acusat d'afavorir a Édouard Balladur en les presidencials de 1995 o que la majoria de les aparicions de polítics en els seus informatius siguin els de caràcter conservador com la UMP. També ha estat acusada d'afavorir els seus propis continguts sobre els que posseïa els drets, com la Fórmula 1, en els seus informatius.

## Denominacions del canal
- Radiovision-Paris Télévision (desembre 1931-25 d'abril de 1935, proves)[1]
- Radiovision-PTT (26 d'abril de 1935-13 de juliol de 1937)
- Radiodiffusion Nationale Télévision (14 de juliol de 1937-17 de setembre de 1937)
- Télévision Française (18 de setembre del 1937-15 d'abril del 1939)[3]
- Paris Télévision (16 d'abril de 1939-31 de juliol de 1939)[4]
- Télécinéma-Radiodiffusion Nationale (1 d'agost de 1939-3 de setembre de 1939)
- Télévision Française (4 de setembre de 1939-6 de juny de 1940)
- Fersehsender Paris (17 d'agost de 1942-12 d'agost de 1944)
- Télévision Française (1 d'octubre de 1944-23 de març de 1945)
- RDF Télévision Française (23 de març de 1945-8 de febrer de 1949)
- RTF Télévision (9 de febrer 1949-24 de juliol de 1964)[13]
- ORTF Télévision o ORTF 1 (25 de juliol de 1964-5 de gener de 1975)
- Télévision Française 1 (TF1) (des del 6 de gener del 1975).

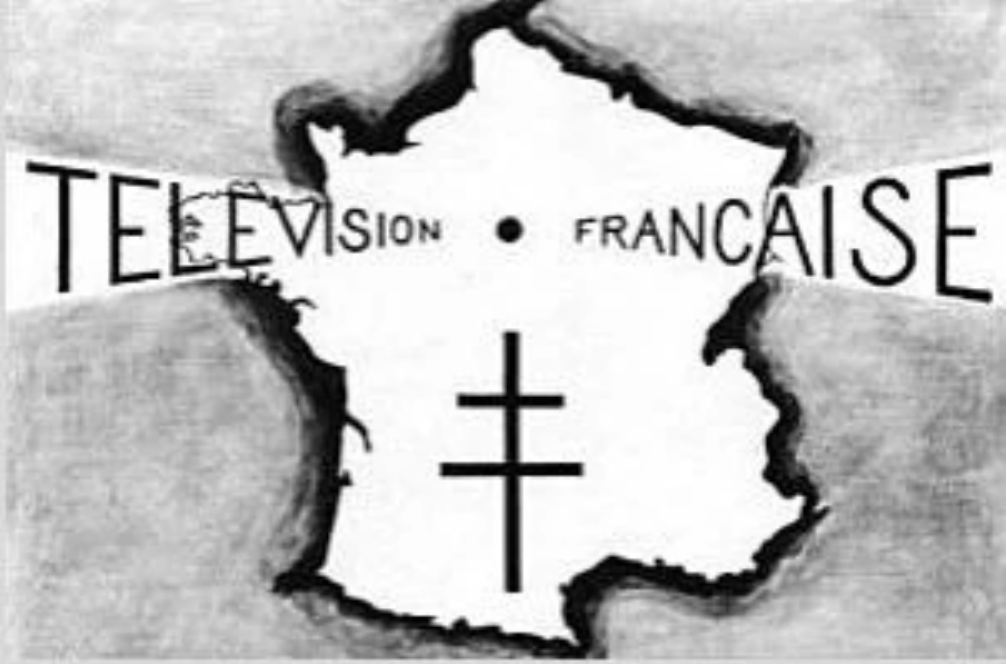
Logo de l'RDF Télévision Française des del 1945 fins al 1949.
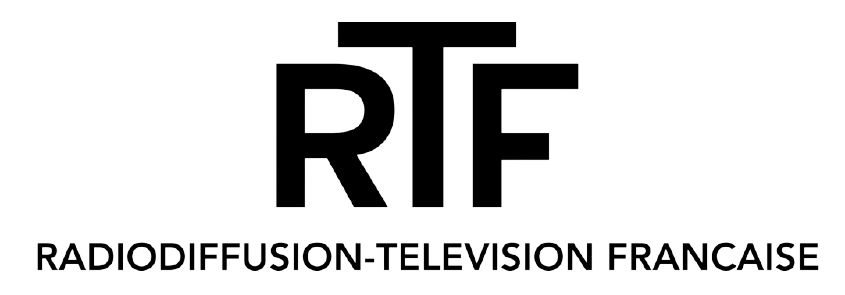
Logo de l'RTF des del 1949 fins al 1959.
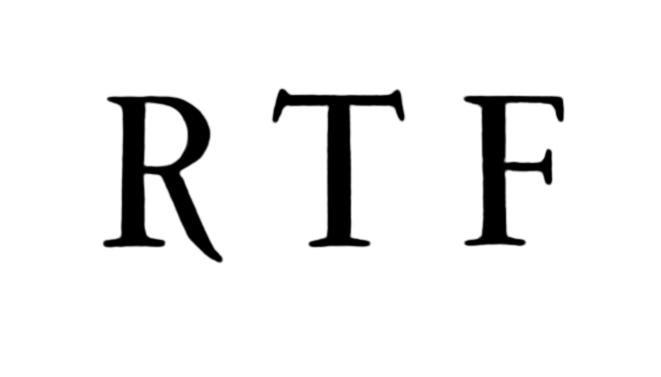
Logo alternatiu de l'RTF des de 1949 fins a 1959.
Logo de l'RTF des de 1959 fins a 1964.
Logo de l'ORTF Télévision des del 1964 fins al 1975.
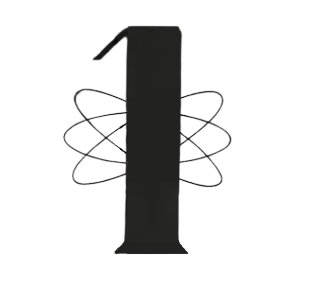
Logo de l'ORTF 1 des del 1972 fins al 1975, utilitzat en poques ocasions.
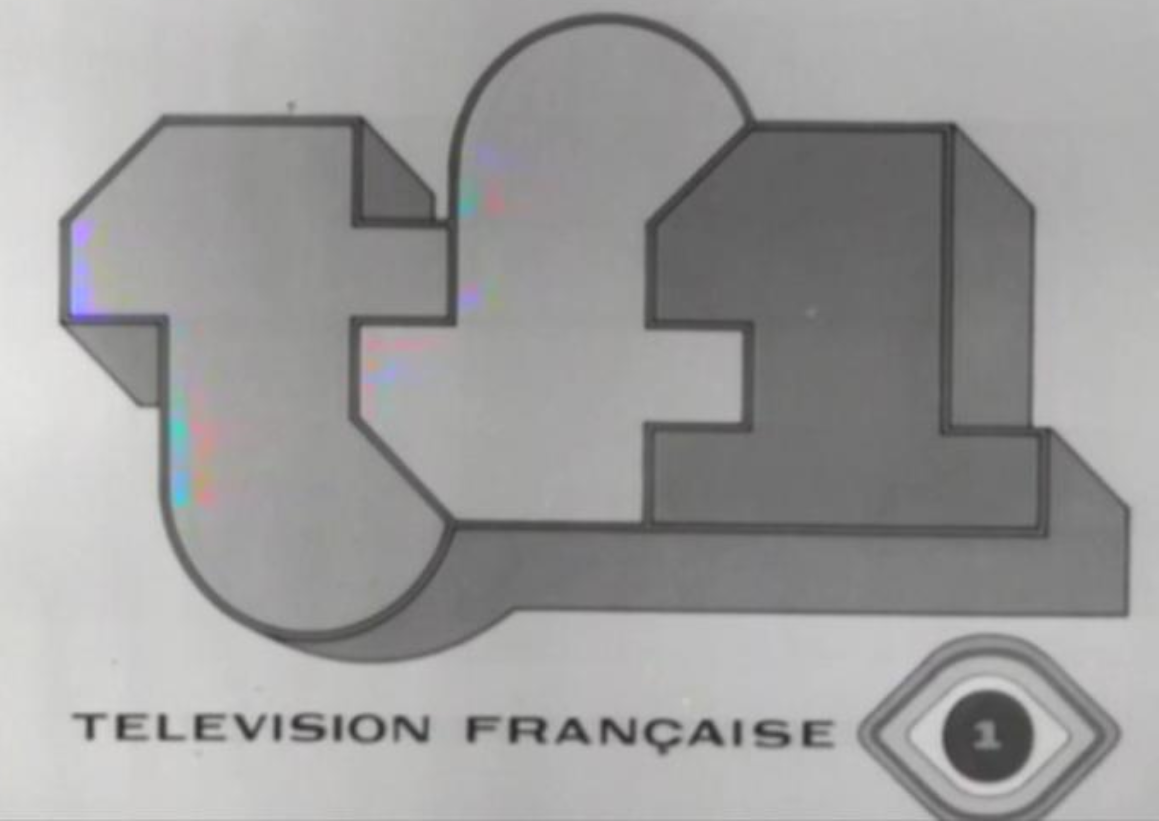
Logo del canal en blanc i negre (819 línies) de TF1 des del 6 de gener de 1975 fins al 19 de juliol de 1983.
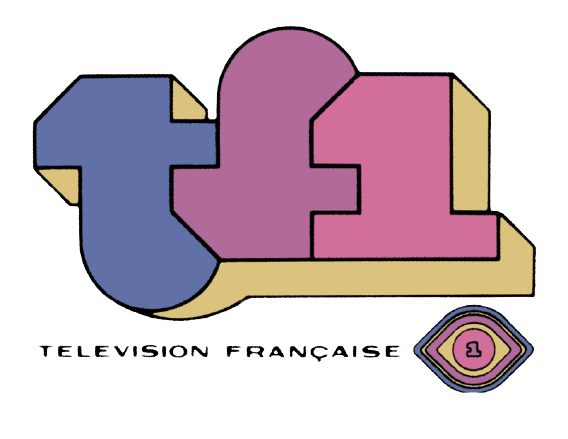
Logo de TF1 des de l'1 de setembre de 1975 (primeres emissions en color) fins al 31 de desembre de 1984.
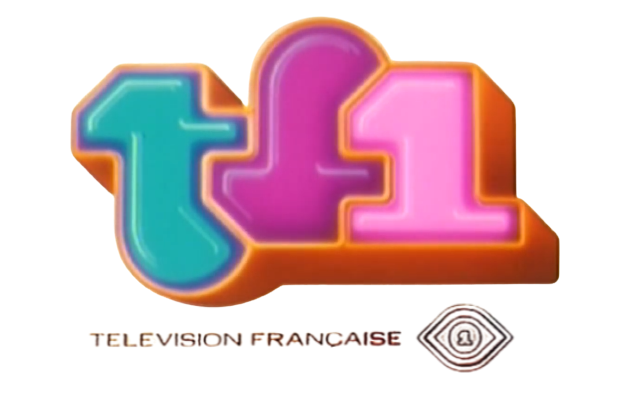
Variant del logo de TF1 de 1975 emesa per a l'inici i la fi de les emissions entre 1976 i l'1 de gener de 1986.
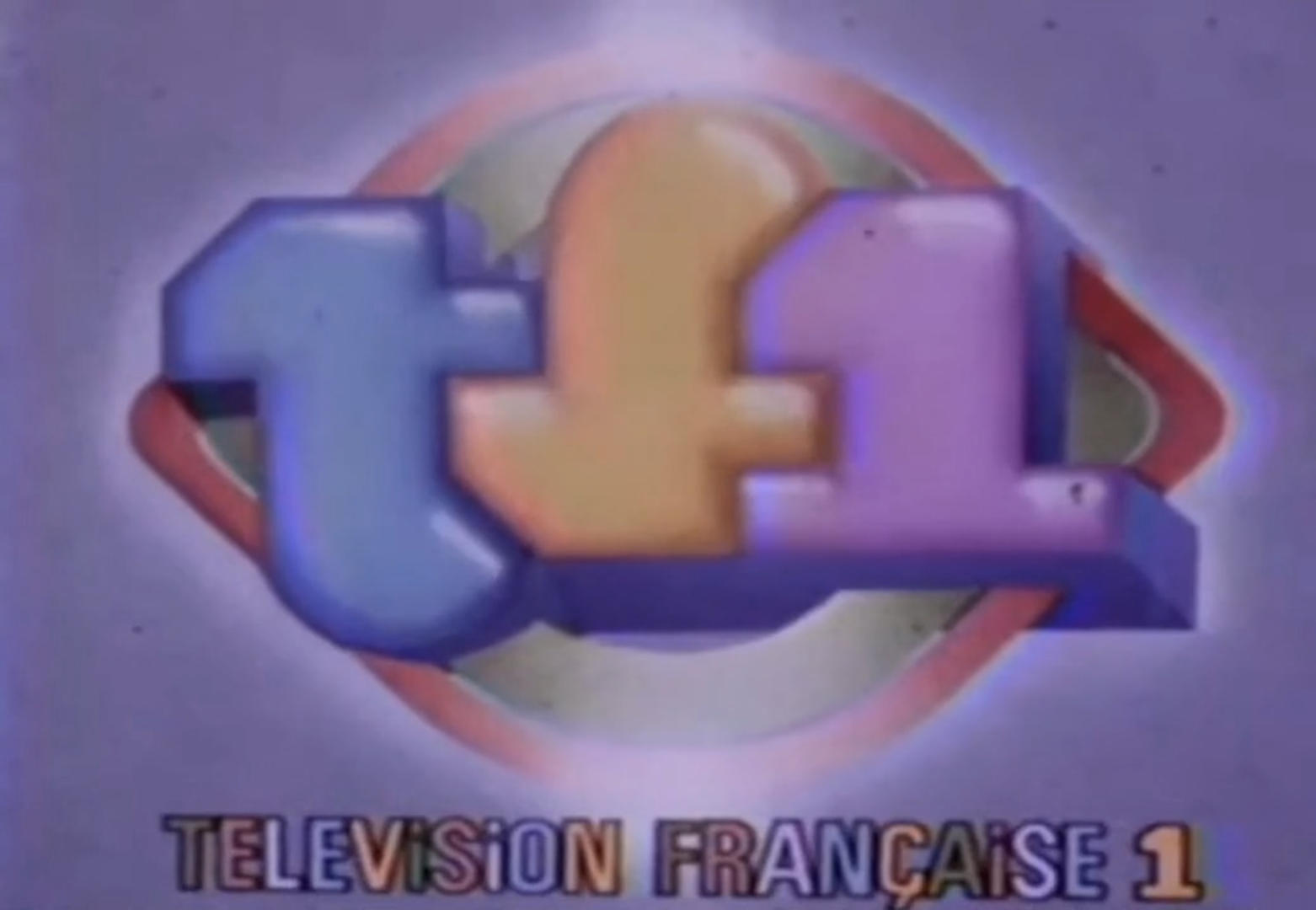
Variant utilitzada al 1979.
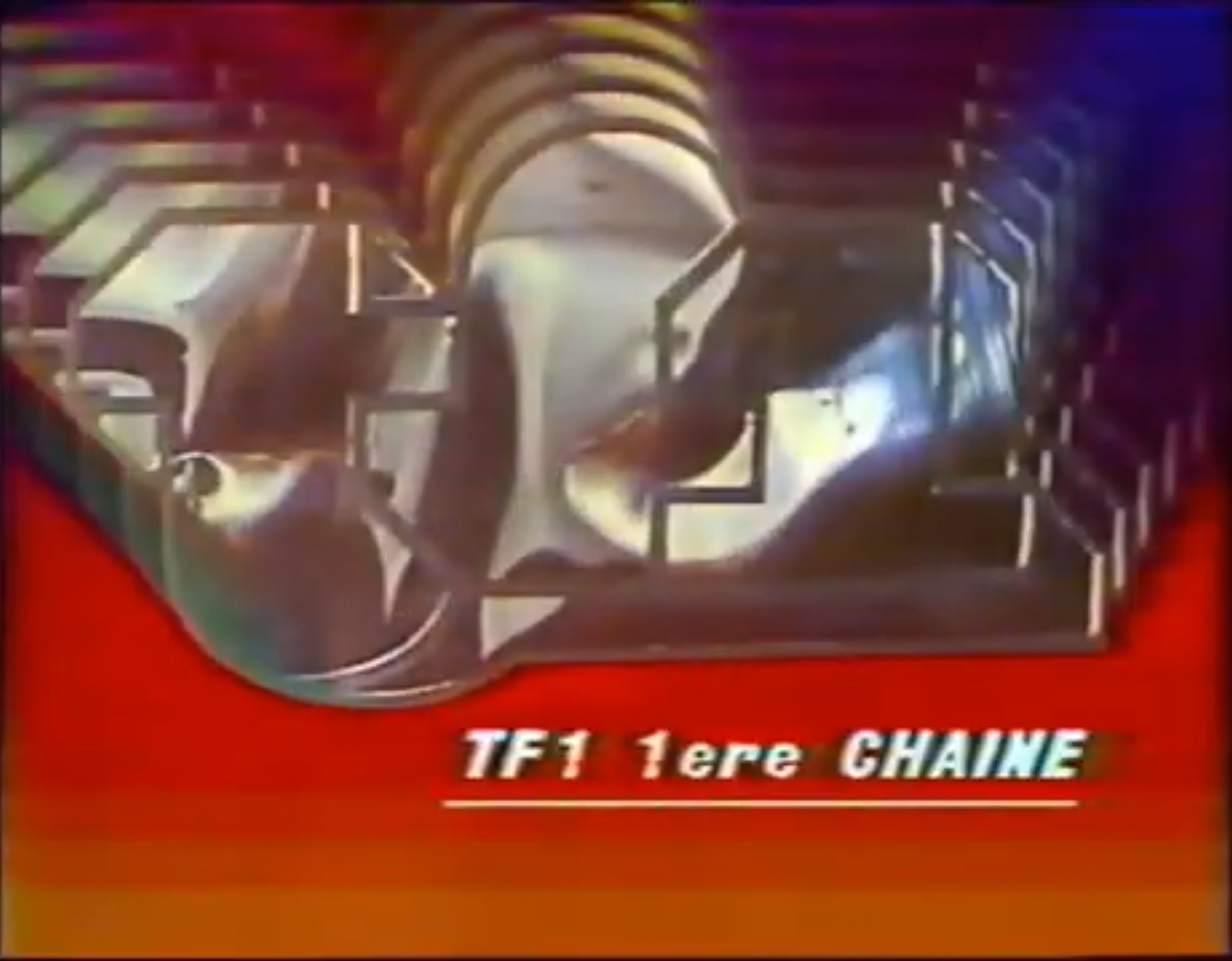
Logo de TF1 amb l'indicatiu 1ère Chaîne (primera cadena), emés en antena al 1983.
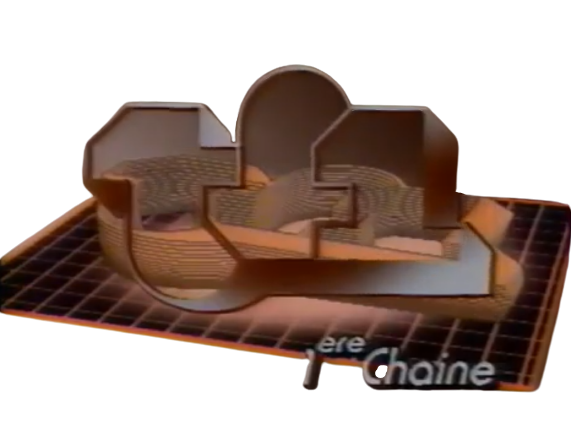
Logo de TF1 amb l'indicatiu 1ère Chaîne (primera cadena), emés en antena entre 1983 i 1984.
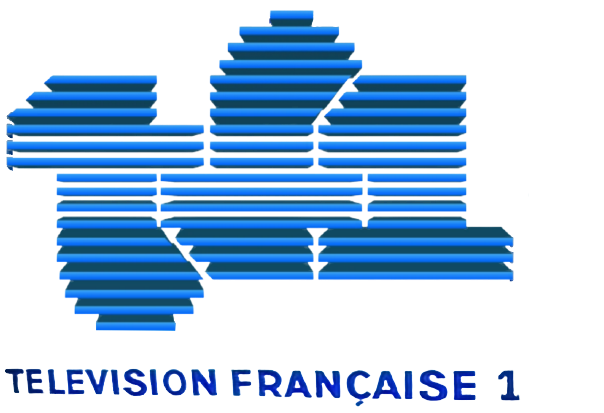
Logo de TF1 amb l'indicatiu Télévision Française 1, utilitzat entre 1985 i 1987.
Logo de 1985 a 1987.
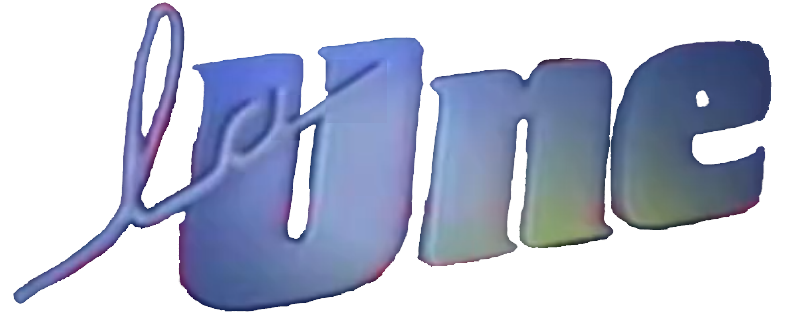
Logo alternatiu de TF1, també anomenat La Une, des de 1985 fins a 1987.
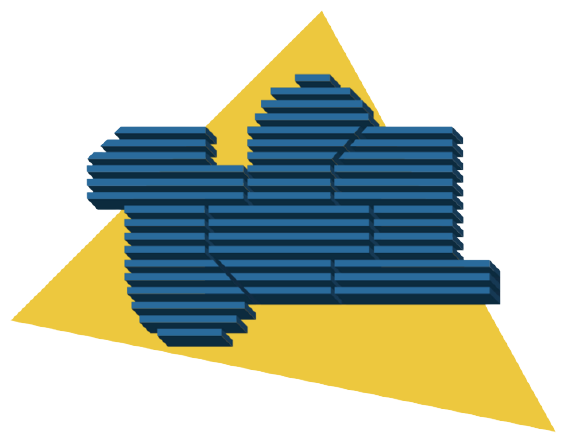
Logo entre 1987 i 1990.
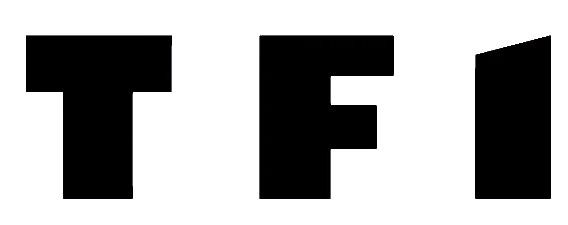
Logo alternatiu utilitzat entre l'estiu de 1989[23] i 1990.
Logo de 1990 a 2006.
Logo de 2006 a 2013.
Logo des del 2013.